# جائزة أفضل لاعبة في إفريقيا
جائزة أفضل لاعبة في أفريقيا هي جائزة كرة قدم تُمنح سنويا لأفضل لاعبة كرة قدم في أفريقيا. يتم منحها من قبل الاتحاد الأفريقي لكرة القدم في ديسمبر من كل عام. النيجيرية بيربيتوا نكوشا هي أكثر من فازت بالجائزة بواقع أربع مرات. تم منح الجائزة لأول مرة في عام 2001.

## الفائزون

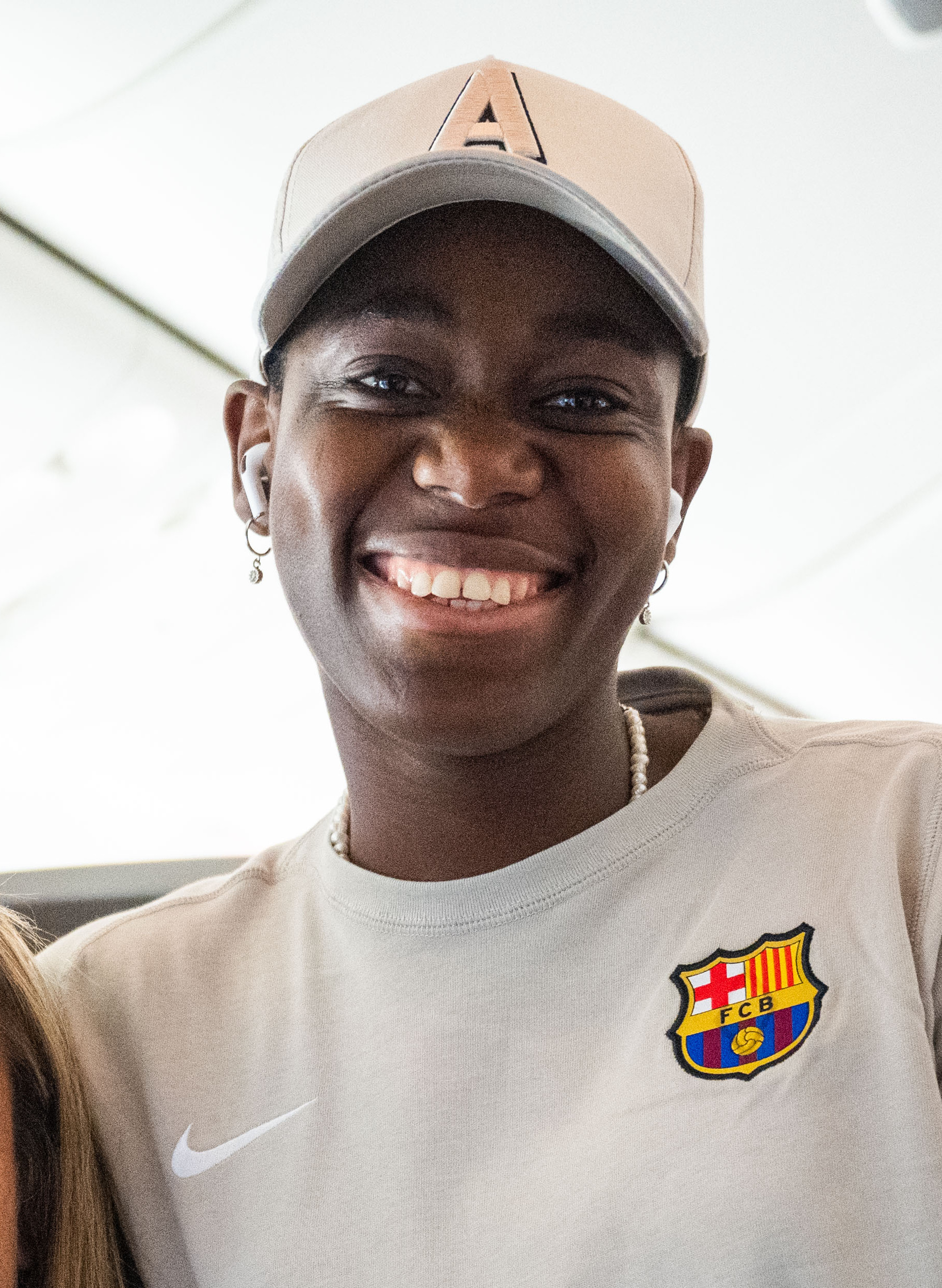
أسيسات أوشوالا، أكثر من فازت بالجائزة

- 2001[2] – ميرسي أكيدي، نيجيريا
- 2002[3] – ألبرتا ساكي، غانا
- 2003[3][4] – أدجوا باور، غانا
- 2004[3] – بيربيتوا نكوشا، نيجيريا
- 2005[3] – بيربيتوا نكوشا، نيجيريا
- 2006[5] – سينثيا أواك، نيجيريا
- 2007[6] – سينثيا أواك، نيجيريا
- 2008[7] – نوكو ماتلو، جنوب أفريقيا
- 2009[8] – لم تُمنح
- 2010[9] – بيربيتوا نكوشا، نيجيريا
- 2011[10] – بيربيتوا نكوشا، نيجيريا
- 2012[11] – جينوفيفا أنونما، غينيا الاستوائية
- 2013[12] – لم تُمنح
- 2014[13] – أسيست أوشوالا، نيجيريا
- 2015[14] – غايل إنجنامويت، الكاميرون
- 2016[15] – أسيست أوشوالا، نيجيريا
- 2017[16] – أسيست أوشوالا، نيجيريا
- 2018[17] – ثيمبي كجاتلانا، جنوب أفريقيا
- 2019[16] – أسيست أوشوالا، نيجيريا
- 2020[12] – لم تُمنح
- 2021[12] – لم تُمنح
- 2022[16] – أسيست أوشوالا، نيجيريا
- 2023[16] – أسيست أوشوالا، نيجيريا